# Megaselia perfraea
Megaselia perfraea är en tvåvingeart som beskrevs av Schmitz 1934. Megaselia perfraea ingår i släktet Megaselia och familjen puckelflugor. Inga underarter finns listade i Catalogue of Life.